# RocknRolla
RocknRolla è un film del 2008 diretto e sceneggiato da Guy Ritchie. Tra i principali interpreti figurano Gerard Butler, Mark Strong, Thandie Newton e Tom Wilkinson.

## Trama
I delinquenti Mumbles e OneTwo, membri del "Mucchio Selvaggio", tentano di acquistare una proprietà immobiliare e per farlo chiedono un prestito a Lenny Cole, figura importante nella speculazione edilizia londinese. Egli concede loro il prestito, ma grazie al suo sistema di mazzette riesce a fare in modo che i due non ottengano le licenze a loro necessarie. In tale modo essi sono costretti a lasciare a Lenny la proprietà per saldare parte del debito, dovendogli però ancora pagare due milioni di sterline.
Lenny comincia un affare con Yuri Omovich, miliardario russo, che promette di dargli sette milioni di euro in cambio di una licenza edilizia, e come segno di amicizia gli presta il suo quadro portafortuna fino ad affare concluso. Stella, la contabile di Yuri, ingaggia Mumbles, OneTwo e Bob il Bello (altro membro del Mucchio) per rubare i sette milioni, promettendo loro la metà della cifra. Il colpo va a segno e così i tre possono saldare il debito con Lenny.
Nel frattempo qualcuno ruba il quadro fortunato di Yuri e Lenny incarica Archy, suo braccio destro, di recuperarlo. Grazie ai suoi informatori Archy scopre che il quadro è in mano a Johnny Quid, figliastro di Lenny, nonché rock star tossicodipendente che ha finto la propria morte. Archy spiega che negli ultimi anni una spia non ancora identificata ha mandato moltissimi criminali del Mucchio Selvaggio in carcere, e l'ultima soffiata riguarda Bob il Bello, che è ormai rassegnato a passare 5 anni in carcere. Grazie alla sua influenza, però, Archy riesce a far "perdere il fascicolo" e Bob rimane in libertà.
Nell'affare tra Yuri e Lenny cominciano a sorgere numerosi problemi: non avendo avuto i sette milioni in tempo, Lenny non ha potuto pagare la mazzetta prevista all'assessore, che quindi non può più dargli una licenza, mentre Yuri rivuole indietro il suo quadro. Volendo risolvere in fretta il problema dei soldi, Yuri chiede a Stella, di cui è innamorato, di trasferire altri sette milioni. Il braccio destro di Yuri, Victor, preoccupato per la sorte del denaro e non fidandosi di Stella, mette due uomini armati come scorta del denaro e ordina loro di pedinarla. La contabile invita OneTwo e i suoi compagni a una festa a casa sua dove chiede loro di rubare anche questi sette milioni.
Intanto il marito omosessuale di Stella, Bertie (che è attratto da Bob), gli promette di dirgli il nome della spia, che lui conosce poiché è un avvocato penalista. Il colpo riesce e OneTwo consegna parte del denaro a Stella, facendosi però vedere dagli agenti russi che la seguono. Intanto due drogati rubano il quadro a Johnny e lo rivendono a Cookie, un amico di OneTwo, che lo regala a quest'ultimo perché faccia colpo su Stella. Questa infatti si reca a casa di OneTwo, che le regala il quadro. Contemporaneamente Yuri, credendo che sia Lenny a rubargli i soldi, gli fa rompere la gamba, gli dice di aver corrotto l'assessore per ottenere la licenza e che quindi Lenny gli è inutile; inoltre pretende di riavere il suo dipinto entro il giorno successivo. Nel frattempo gli informatori di Archy gli riferiscono che il dipinto è a casa di OneTwo.
Gli uomini del russo vanno a casa di OneTwo, ma Archy arriva in tempo e li uccide. Yuri si reca a casa di Stella per corteggiarla, ma dopo averle chiesto di sposarlo vede il suo dipinto e chiama il suo braccio destro per ucciderla. Dopo aver ritirato informazioni sulla spia, anche Bob e Mumbles vanno da OneTwo, dove vengono catturati da Archy e dai suoi uomini. Infine anche Johnny si reca, insieme ai suoi vecchi manager Roman e Micky, da Lenny. Questi insulta il figlio, che allora rivela che è stato il padre a fare la spia su tutti gli altri criminali, tra cui proprio Archy. Bob consegna a quest'ultimo la busta con le informazioni, che risulta intestata a Sidney Show, uno pseudonimo che Archy aveva già letto in altre lettere di Lenny; l'ormai ex braccio destro decide perciò di vendicarsi affogando Lenny, mentre OneTwo e i suoi amici sono lasciati liberi e Johnny scappa con i due manager.
Nel finale Archy va a prendere Johnny in una clinica dove si era recato per disintossicarsi, portandogli in dono il quadro, ottenuto dopo aver ucciso Yuri.

## Personaggi
- Lenny Cole (Tom Wilkinson): Lenny è un potente boss del crimine della vecchia scuola londinese, che è diventato ricco grazie alla speculazione edilizia.
- Archy (Mark Strong): è il braccio destro di Lenny Cole, ed è il narratore del film.
- Yuri Omovich (Karel Roden): impresario russo che tenta di fare affari con Lenny. Il suo personaggio è basato sulla figura di Roman Abramovich.
- Stella (Thandie Newton): la contabile di Yuri e amante di Mr. OneTwo.
- Mr. OneTwo (Gerard Butler), Mumbles (Idris Elba) e Bob il bello (Tom Hardy): tre criminali membri di una banda chiamata "Mucchio selvaggio", che si guadagnano da vivere facendo piccoli colpi.
- Roman (Jeremy Piven) e Mickey (Chris 'Ludacris' Bridges): i due agenti di Johnny Quid. Gestiscono diversi locali sotto la giurisdizione di Lenny.
- Johnny Quid (Toby Kebbell): è una rockstar dipendente dal crack che si dà per morto, ed è il figliastro di Lenny.

## Produzione
Il film è stato annunciato nel maggio 2007 da Ritchie, che ha dichiarato sarebbero stati affrontati temi presenti in suoi precedenti film come Lock & Stock e Snatch. Ritchie ha avuto il ruolo di regista e sceneggiatore e il suo partner lavorativo Joel Silver si è occupato di finanziare il progetto tramite il suo studio cinematografico, la Dark Castle Entertainment.
La produzione ha avuto un processo molto rapido: il casting è stato avviato ai primi di giugno 2007, con le riprese programmate a Londra per il 19 dello stesso mese. Il tiepido successo riscosso dall'action movie ha convinto Ritchie a programmare una trilogia, in cui sarebbe già in lista come antagonista Jason Statham.

## Curiosità
Il dipinto di Yuri Omovich costituisce un esempio di MacGuffin.

## Distribuzione
Il film è stato immesso nel circuito cinematografico del Regno Unito il 5 settembre 2008, in Italia è stato presentato al Festival Internazionale del Film di Roma 2008 nella sezione proiezioni speciali e distribuito nelle sale cinematografiche a partire dal 24 aprile 2009.

## Colonna sonora(edizione inglese)
| #   | Canzone                                 | Artista           |
| --- | --------------------------------------- | ----------------- |
| 1.  | People Ask the Question (dialogo)       | Mark Strong       |
| 2.  | I'm a Man                               | Black Strobe      |
| 3.  | Have Love, Will Travel                  | The Sonics        |
| 4.  | No School Like the Old School (dialogo) | Artisti vari      |
| 5.  | Bankrobber                              | The Clash         |
| 6.  | The Trip                                | Kim Fowley        |
| 7.  | Slap Him! (dialogo)                     | Artisti vari      |
| 8.  | Ruskies                                 | Steve Isles       |
| 9.  | Outlaw                                  | War               |
| 10. | Waiting for a Train                     | Flash and the Pan |
| 11. | Junkies (dialogo)                       | Artisti vari      |
| 12. | Rock & Roll Queen                       | The Subways       |
| 13. | The Gun                                 | Lou Reed          |
| 14. | The Stomp                               | The Hives         |
| 15. | We Had Love                             | The Scientists    |
| 16. | Sausage & Beans (dialogo)               | Artisti vari      |
| 17. | Mirror in the Bathroom                  | The Beat          |
| 18. | Funnel of Love                          | Wanda Jackson     |
| 19. | Such a Fool                             | 22-20s            |
| 20. | Dopilsya                                | Ex Sektor Gaza    |
| 21. | Negra Leono                             | Miguelito Valdes  |